# Ault (Somme)
Ault [olt] ist eine französische Gemeinde mit 1.369 Einwohnern (Stand 1. Januar 2022) im Département Somme in der Region Hauts-de-France. Das Seebad Ault hat die Blaue Flagge für konstant hohe Wasserqualität erhalten. Die Einwohner werden Aultois(es) genannt.

## Geografie

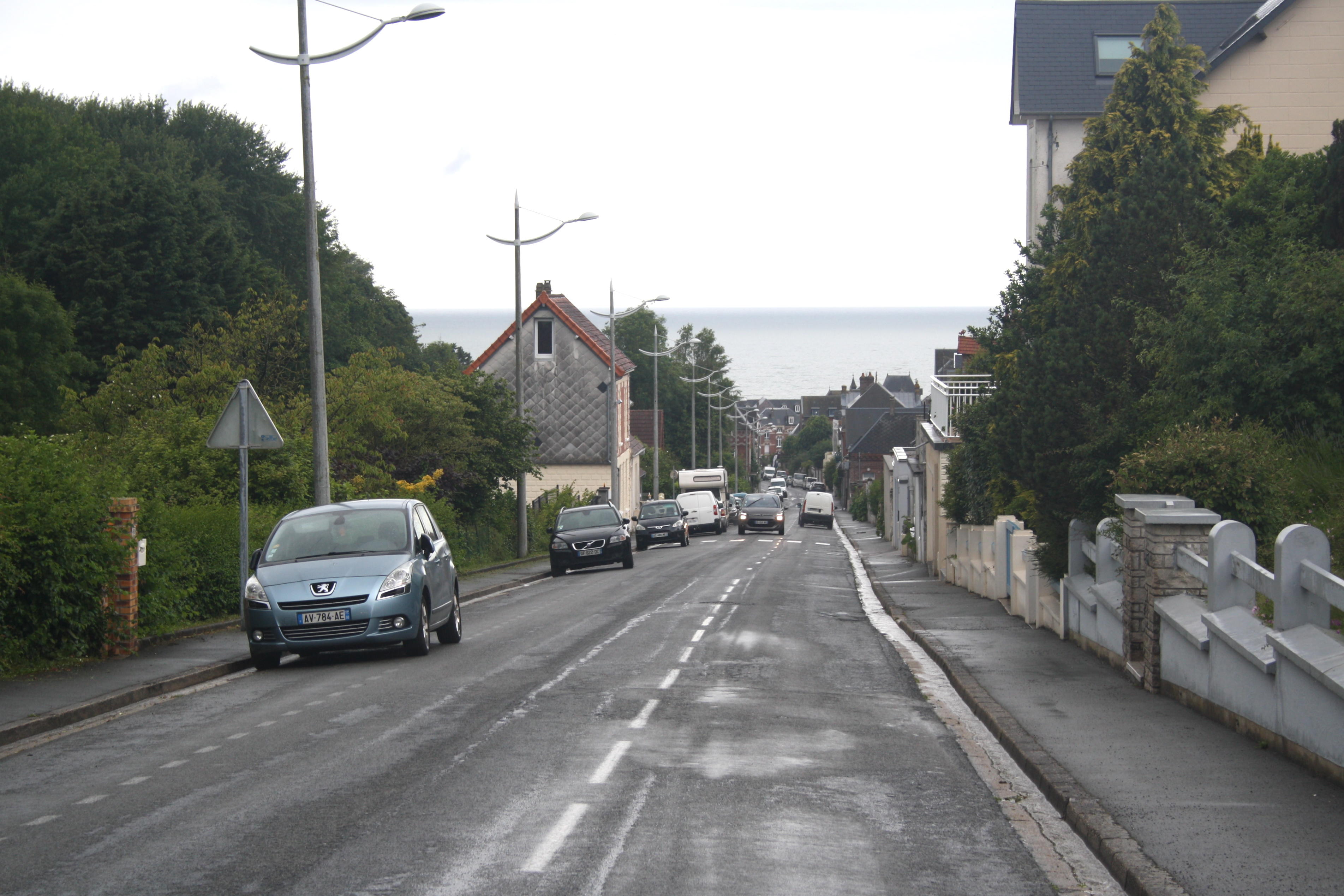
Avenue du Général Leclerc, im Hintergrund der Ärmelkanal

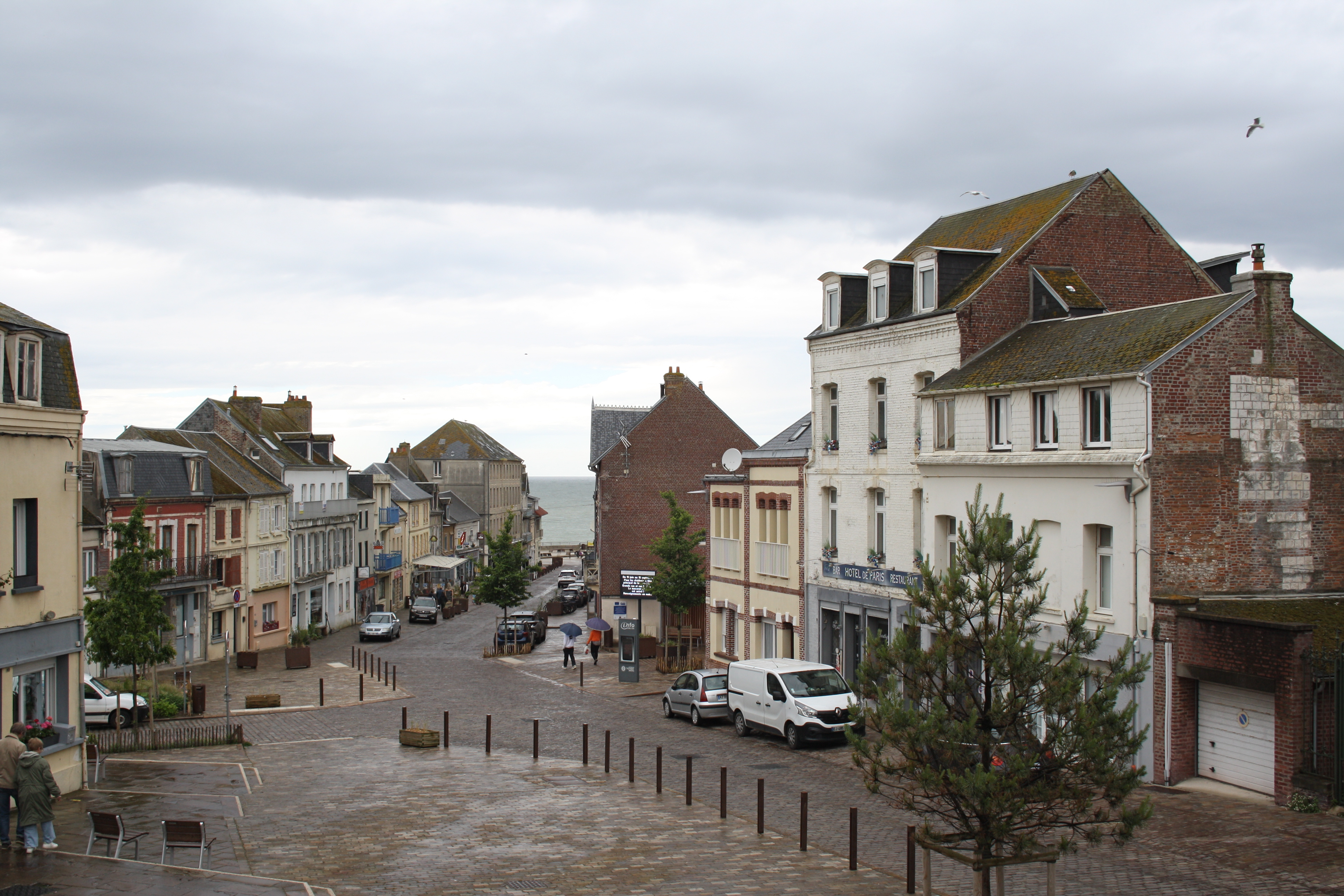
Place de l’Église und Grande Rue

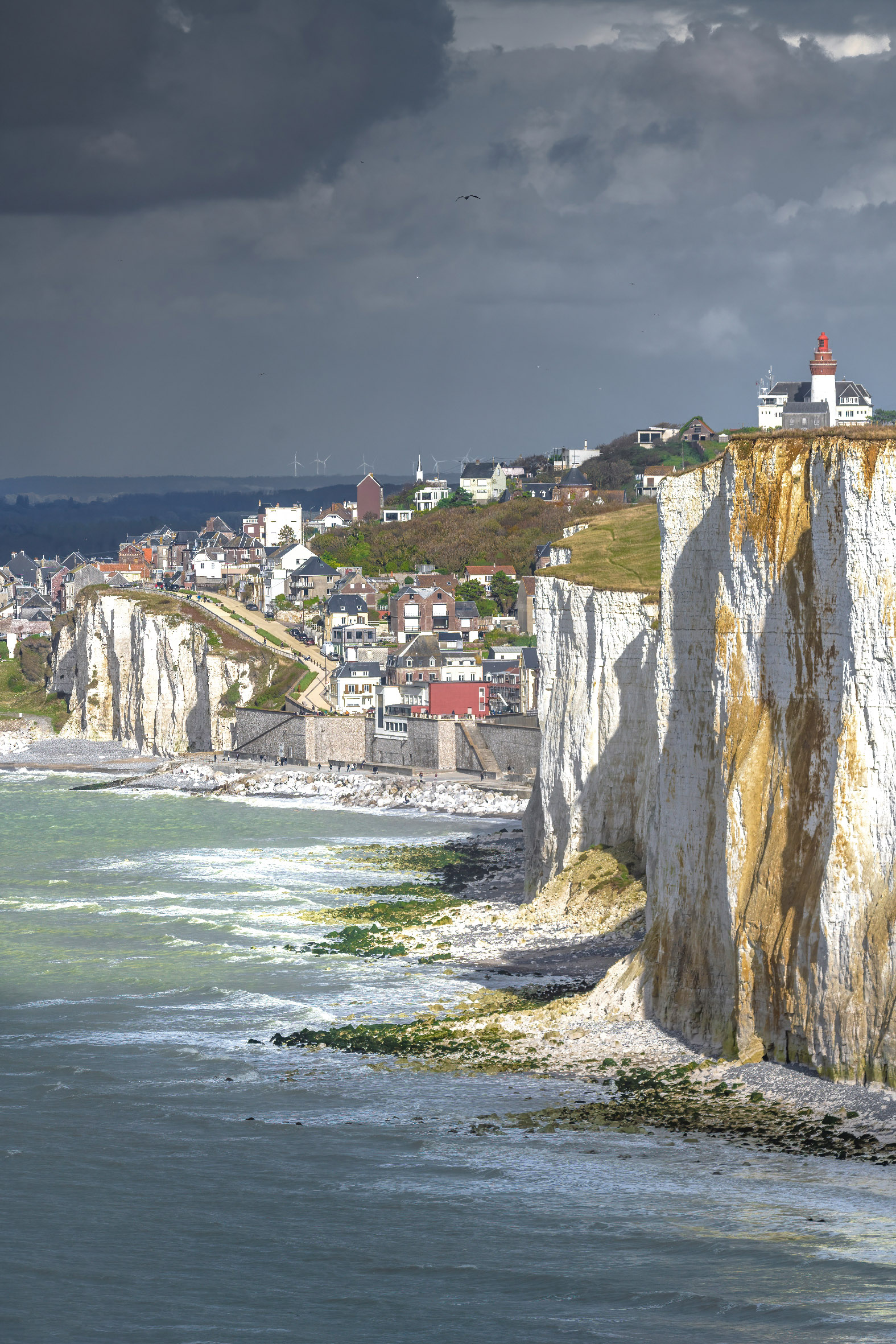
Kliffküste mit Leuchtturm

Ault liegt 28 Kilometer westlich von Abbeville am Ärmelkanal im Nordwesten der Picardie etwa sechs Kilometer nördlich der Bresle, die hier die Grenze zur Region Normandie markiert. Das Gemeindegebiet gehört zum Regionalen Naturpark Baie de Somme Picardie Maritime.
Die Gemeinde besteht aus drei Ortsteilen. Bourg ist der Ortskern, im Süden liegt der Weiler Bois-de-Cise und im Norden liegt Onival. Vom Bourg bis zur Mündung der Seine ist die Küste mit Kreidefelsen gesäumt. An der Küste nördlich des Ortskerns liegt eine Nehrung, die bis zur Mündung der Somme verläuft.

## Geschichte
Am Strand von Onival wurden Funde in Levalloistechnik der Altsteinzeit gemacht. Es gibt keine Funde aus der gallo-römischen Zeit, trotzdem wird angenommen, dass der Ortsname Ault vom lateinischen Wort altus (hoch, tief) abgeleitet ist. Von Norden kommend scheint der Ortskern hoch über dem Meer zu liegen.
Im Mittelalter gehörte der Ort zur Abtei von Saint-Valery-sur-Somme, die im 7. Jahrhundert gegründet worden war. Im 12. Jahrhundert erscheint der Ortsname als Alt, Auth oder Aulth in mehreren Urkunden.
Seit 1966 besteht eine Jumelage mit Beverungen-Dalhausen.

## Sehenswürdigkeiten
- Kliffküste
- Kirche Saint-Pierre aus dem 15./16. Jahrhundert
- Leuchtturm

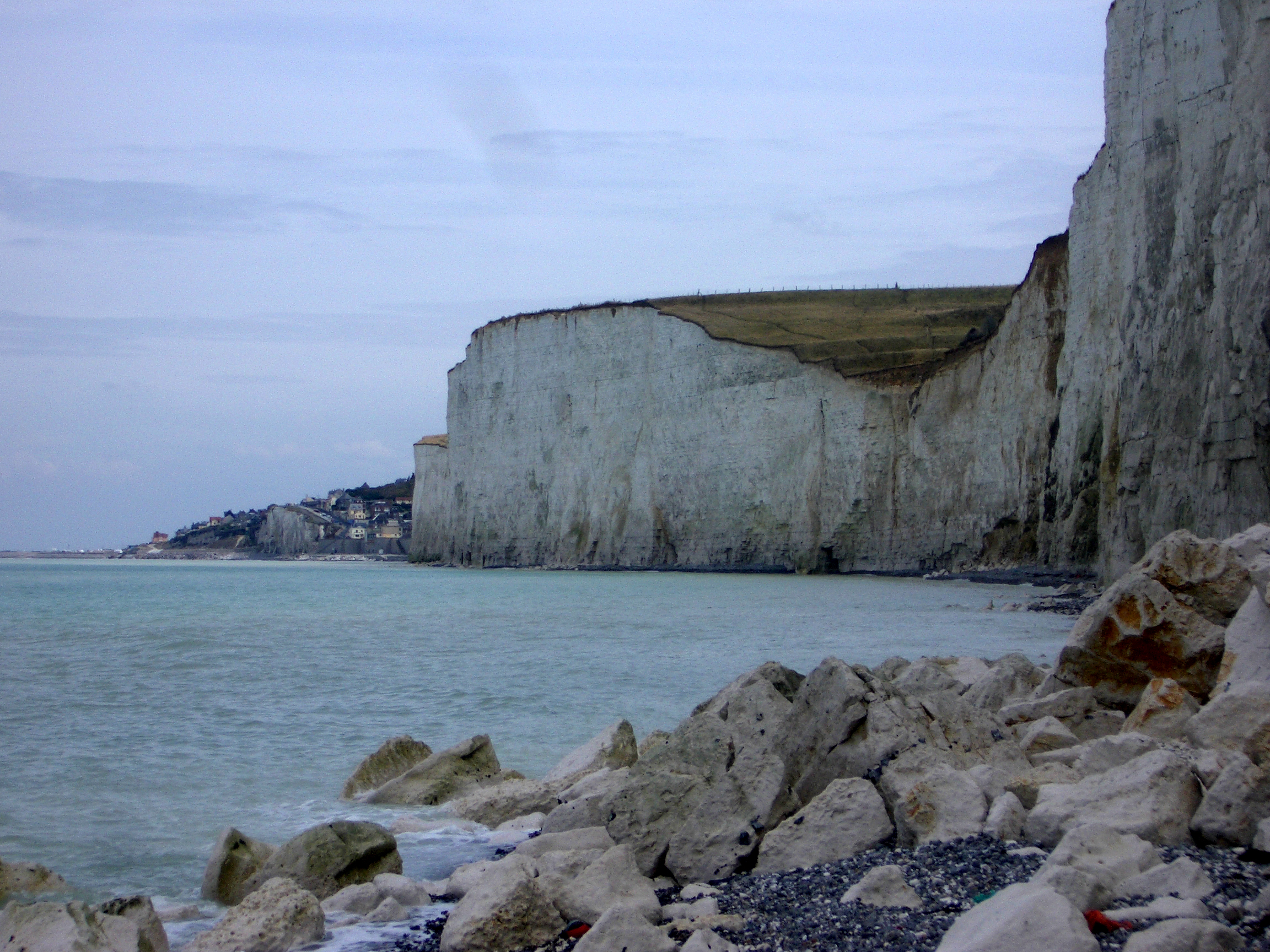
Kliffküste von Ault
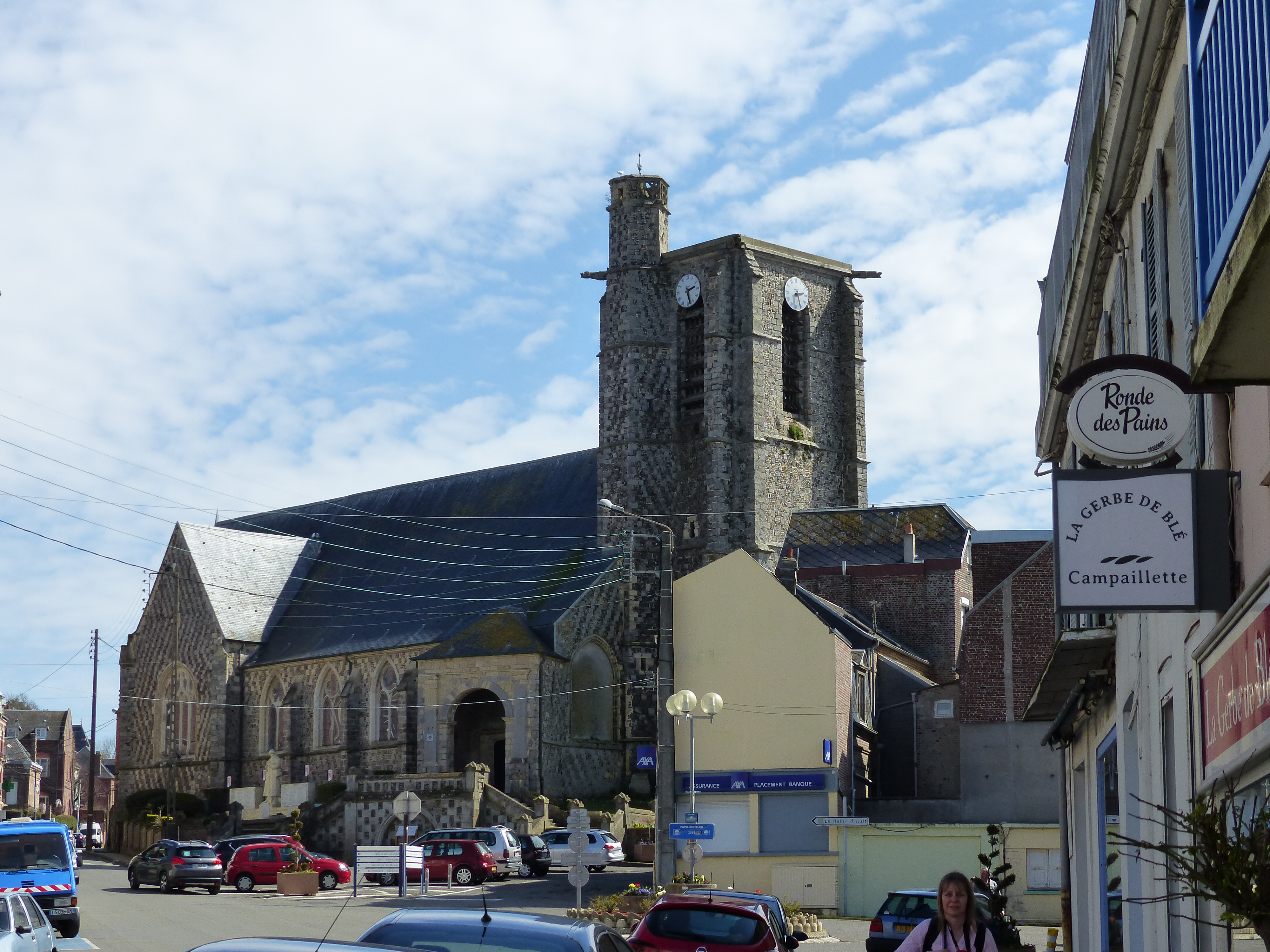
Kirche Saint-Pierre
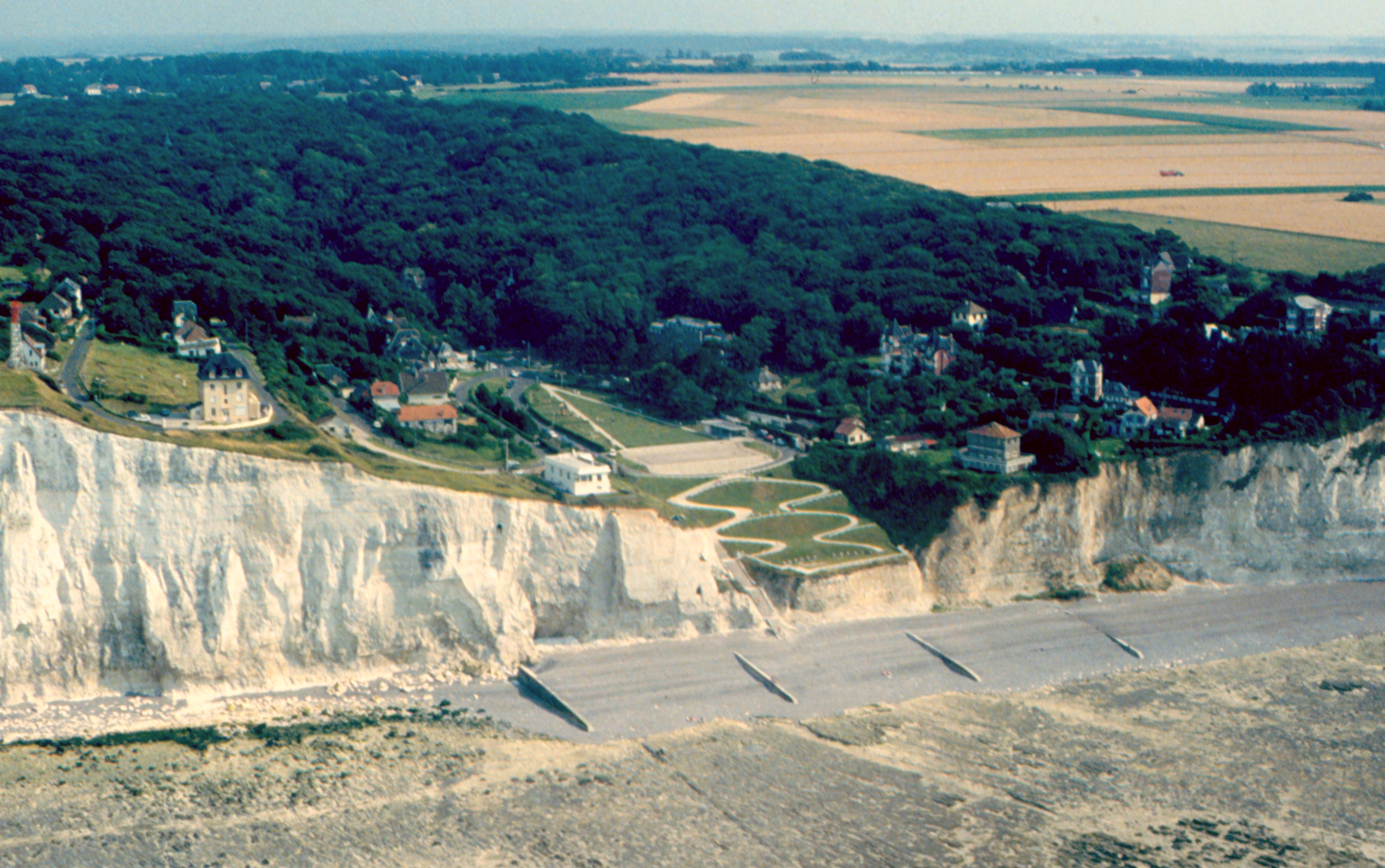
Ortsteil Le-Bois-de-Cise mit Zugang zum Strand

## Verkehr
Ault liegt an der Departementsstraße D 940, die zwischen Criel-sur-Mer und Saint-Léonard bei Boulogne-sur-Mer verläuft. Nächste Autobahn ist die A 28 mit den Anschlussstellen 2 (Val de Somme, Richtung Norden) und 5 (Vallée de la Bresle, Richtung Süden).
Die nächstgelegenen Bahnstationen befinden sich in Eu und Le Tréport an der Bahnstrecke Épinay-Villetaneuse–Le Tréport-Mers.